# Földes Vilmos (orvos)
Földes Vilmos, Földes Vilmos Zsigmond (Debrecen, 1925. szeptember 14. – Szeged, 2000. augusztus 5.) orvos, igazságügyi orvosszakértő, egyetemi tanár, az orvostudományok kandidátusa (1958).

## Élete
Földes Vilmos (1869–1952) posta és távirda főfelügyelő és Hajdu Borbála (1885–1950) fiaként született. Apja a Bihar vármegyei Bajj településről származott, Kohn Izrael és Bügler Leonóra szülőktől. Anyai nagyapja Hajdu Zsigmond református lelkész, püspöki titkár volt.
A Debreceni Református Kollégium Gimnáziumában érettségizett (1943). Tanulmányait a debreceni Tisza István Tudományegyetem Orvostudományi Karán folytatta, 1949-ben avatták orvosdoktorrá. 1949 és 1954 között a Debreceni Igazságügyi Orvostani Intézet munkatársa, 1954 és 1973 között az Országos Rendőrfőkapitányság bűnügyi laboratóriumát vezette alezredesi rangban. 1973 és 1993 között a Szegedi Orvostudományi Egyetem Igazságügyi Orvostani Intézet tanszékvezető egyetemi tanára, 1978. szeptember 1-je és 1984 között dékán, 1993-tól emeritus professzor. A Magyar Igazságügyi Orvosok társaságának alapítója, 1976-tól 1979-ig elnöke, utóbb tiszteletbeli elnöke. Orvosi joggal, a felelősség kérdéseivel, személyazonosítással, a magyar igazságügyi orvostan történetével foglalkozott.
Felesége Pápay Márta (1929) volt, Pápay Mihály és Fekete Julianna lánya, akivel 1949. október 8-án Debrecenben kötött házasságot.

## Főbb művei
- Hirtelen halál status thymiolymphaticus alapján katonaköteles korban. (Honvédorvos, 1952, 9.)
- Köldökzsinór testköré csavarodásának törvényszéki orvostani vonatkozásai. (Orvosi Hetilap, 1952, 37.)
- Igazságügyi orvostan. Ökrös Sándorral, Debrecen, 1953
- Ismeretlen holttestek azonosításának technikai lehetőségei. (Rendőrségi Szemle, 1954, 7.)
- Az ORK bűnügyi laboratóriuma a tárgyi bizonyítás szolgálatában. Budvári Róberttel. (Rendőrségi Szemle, 1954, 8.)
- Az arc és a nyak szülési sérüléseinek igazságügyi orvostani vonatkozásai. (Orvosi Hetilap, 1954, 28.)
- Idegentest okozta nyelőcső- és főérperforatio. (Orvosi Hetilap, 1954, 29.)
- Az életkörülmények kihatása egy bűncselekmény elkövetésére. Sugár Frigyessel. (Rendőrségi Szemle, 1955, 8.)
- A homosexualitás problémája bűnüldözési munkában. Budvári Róberttel. (Rendőrségi Szemle, 1956, 2.)
- Az orvos felelősségének megítélése az orvosi tevékenység vitás eseteiben. Budvári Róberttel. (Rendőrségi Szemle, 1956, 3.)
- A fej önkezűleg okozott vágott sebei. Ökrös Sándorral. (Orvosi Hetilap, 1956, 17.)
- Szakértői bizonyítás gyermekölés esetén. Budapest, 1957
- Amit a boncolásról tudni kell. Budvári Róberttel. (Rendőrségi Szemle, 1957, 6.)
- Az exhumálás szerepe a bűnüldözés és az igazságszolgáltatás munkájában. Budvári Róberttel. (Rendőrségi Szemle, 1957, 7.)
- Az alkoholos befolyásoltság laboratóriumi bizonyítása a bírósági ítéletek tükrében. Budvári Róberttel. (Rendőrségi Szemle, 1958, 1.)
- Az ittasság laboratóriumi vizsgálatának értékelése a bírósági ítéletek tükrében. Budvári Róberttel. (Rendőrségi Szemle, 1959, 1.)
- Az önkezűség bizonyítása. (Rendőrségi Szemle, 1960, 5.)
- Vitás műtéti halálesetek orvosszakértői véleményezése. Harsányi Lászlóval, Szuchovszky Gyulával. (Orvosi Hetilap, 1966, 31.)
- Küzdelem az alkoholizmus ellen. Stépán Pállal. Budapest, 1966
- Orvosszakértői személyazonosítás. Harsányi Lászlóval, Budapest, 1968
- A sérülések igazságügyi orvostani differenciáldiagnosztikája. Budapest, 1972
- A SZOTE Igazságügyi Orvostani Intézetének története megalakulásától napjainkig. Szeged, 1987

## Díjai, elismerései
- Incze Gyula-emlékérem (1972)